# Раппапорт, Маврикий Яковлевич
Маврикий Яковлевич (Якимович) Раппапорт (1827—1885) — российский издатель, театральный критик и музыкальный критик.

## Биография
Маврикий Раппапорт (Maurycy Rappaport) родился в городе Львыв (Австря) шестого/восемьнадцатого марта 1826 года. Его родителями были Joachim и Amalia из дома Rektor. Его отец был врачом, акушером. Фамилиа нашёлся в Варшавь (Россия), где Maurycy Rappaport был крещен 28 мая/9 июнья 1843 года. Его восприемником был генерал-лейтенант Николай Окунев. У него был младший три года брат Зенон, тот,.как говорят, тоже немножко учился в Петерсбурге, но он вернулся в Варшавь, где работал как писатель и издатель, кончался 1893 года.. Высшее образование получил в Императорском Санкт-Петербургском университете, на юридическом факультете, курс которого окончил в 1849 году.
Ещё будучи студентом университета М. Я. Раппапорт начал журналистскую деятельность, окончив же образование, отдался ей всецело. Он печатался в «Репертуаре и пантеоне», «Санкт-Петербургских полицейских ведомостях», «Сыне Отечества» (с 1856 по 1868 год, в редакторство А. В. Старчевского), где вел музыкальный отдел, «Биржевых ведомостях») (К. В. Трубникова), парижской газете «Menestrel» и в «Свете» (Комарова).
Карьера Раппапорта как издателя была гораздо менее успешной, чем карьера критика. В 1856 году он стал издавать свой специальный орган «Музыкальный и театральный вестник». В 1883 году Раппапорт вместе с В. В. Комаровым пытался возобновить «Музыкальный вестник», но с декабря 1883 года он снова прекратился. 10 октября 1884 года Раппапорту было разрешено переименовать прежний «Вестник» в «Основу», но и её постигла та же судьба: она была приостановлена на первом номере за 1885 год (см. Музыкальные журналы).
После Раппапорта остались интересные записки, которые он вёл с начала своей журнальной деятельности до последних дней своей жизни. Он был страстным театралом и особенно любил оперу, между артистами которой пользовался любовью за доброту и незлобие в критике; своими разумными советами он многим из них оказал немалую помощь.
В продолжение нескольких летних сезонов Раппапорт вместе с М. Г. Вильде арендовал Летний и Ораниенбаумский театры, и здесь под его антрепренёрством впервые вышли на сцену некоторые известные артисты, как: О. Козловская, Варламов, Правдин и другие актёры.
Маврикий Яковлевич Раппапорт скончался 17 ноября 1885 года в городе Санкт-Петербурге.